# Dae Jang Geum
Dae Jang Geum (hangul: 대장금; RR: Dae Jang-geum) är en sydkoreansk TV-serie som sändes på MBC från 15 september 2003 till 23 mars 2004. Lee Young-ae, Ji Jin-hee, Hong Ri-na, Im Ho, Yang Mi-kyung och Kyeon Mi-ri spelar huvudrollerna.

## Rollista (i urval)
- Lee Young-ae - Jang Geum
- Ji Jin-hee - Min Jeong-ho
- Hong Ri-na - Choi Geum-young
- Im Ho - king Jungjong
- Yang Mi-kyung - Han Baek-young/Lady Han
- Kyeon Mi-ri - Lady Choi

### Fotnoter
1. ↑  hämtat från: portugisiskspråkiga Wikipedia.[källa från Wikidata]